# Donnezac
Donnezac är en kommun i departementet Gironde i regionen Nouvelle-Aquitaine i sydvästra Frankrike. Kommunen ligger i kantonen Saint-Savin som tillhör arrondissementet Blaye. År 2022 hade Donnezac 929 invånare.

## Befolkningsutveckling
Antalet invånare i kommunen Donnezac
Referens:INSEE